# Liga de Campeones Árabe 1984
La Liga de Campeones Árabe 1984 es la segunda edición de este torneo de fútbol a nivel de clubes árabes organizado por la UAFA y que contó con la participación de 4 equipos representantes de África del Norte y el Medio Oriente, un más que en la edición anterior y que tuvo como sede Dammann, Arabia Saudita.
El Ettifaq FC de Arabia Saudita se proclamó campeón del torneo tras ser el que hizo más puntos durante el torneo, para ser el primer club de Arabia Saudita en ganar el torneo.

## Participantes
| Al-Ansar SC   | Invitado (no se jugó el campeonato en Líbano) |
| West Riffa SC | Representante de la Liga Premier de Baréin    |
| Kénitra AC    | Representante de Marruecos                    |
| Al-Ettifaq FC | Campeón de la Saudi Premier League 1982/83    |

## Resultados

### Posiciones
| Club          | Pts. | J | G | E | P | GF | GC | GD |
| ------------- | ---- | - | - | - | - | -- | -- | -- |
| Al-Ettifaq FC | 5    | 3 | 2 | 1 | 0 | 3  | 1  | +2 |
| Kénitra AC    | 4    | 3 | 2 | 0 | 1 | 4  | 2  | +2 |
| West Riffa SC | 2    | 3 | 0 | 2 | 1 | 3  | 5  | -2 |
| Al-Ansar SC   | 1    | 3 | 0 | 1 | 2 | 3  | 5  | -2 |

### Partidos
| Equipo 1      | Equipo 2      | Resultado |
| ------------- | ------------- | --------- |
| Al-Ansar SC   | Kénitra AC    | 1-2       |
| West Riffa SC | Al-Ettifaq FC | 1-1       |
| West Riffa SC | Al-Ansar SC   | 2-2       |
| Kénitra AC    | Al-Ettifaq FC | 0-1       |
| West Riffa SC | Kénitra AC    | 0-2       |
| Al-Ettifaq FC | Al-Ansar SC   | 1-0       |

## Campeón
| Liga de Campeones Árabe 1984 |
| ---------------------------- |
| Bandera de Arabia Saudita    |
| Al-Ettifaq FC 1º Título      |